# World Wide Wohnzimmer
World Wide Wohnzimmer (voorheen TWIN.TV) is het Duitse YouTube-kanaal van de tweeling en entertainers Dennis en Benjamin Wolter (Düsseldorf, 19 oktober 1990), bekend van de gelijknamige show.

## Kanaal
Het kanaal TWIN.TV is opgericht op 26 mei 2010. Er zijn verschillende entertainmentvideo's vrijgegeven.
De YouTube-satireshow World Wide Wohnzimmer, waarnaar het kanaal in 2016 is vernoemd, verschijnt sinds 17 maart 2015 elke dinsdag. In het programma wordt nieuws uit de YouTube-scene behandeld en satirisch verwerkt en aangevuld met clips en formats met gasten.
Gasten waren onder meer de YouTubers MontanaBlack, Coldmirror, 3Plusss, David Hain, Freshtorge, Phil Laude (voorheen Y-Titty) en Herr Bergmann. De laatste verschijnt regelmatig in video's op het kanaal. Sinds 2018 zijn er ook publieke figuren verschenen die niet nauw verbonden zijn met YouTube, zoals Bülent Ceylan, Serdar Somuncu en Alligatoah.
In januari 2017 schakelden de broers en zussen hun YouTube-kanaal over van het Endemol Beyond-netwerk naar de Duitse online mediadienst Funk.

## Algemeen
Benjamin is een opgeleide mediaontwerper en Dennis is een opgeleide marketingmedewerker.
Sinds de overstap naar het Duitse online media-aanbod Funk wordt er regelmatig een video gepubliceerd op dinsdag, woensdag, vrijdag en zondag om 17.00 uur.
Op 26 oktober 2018 werd op het Twitter-account van World Wide Wohnzimmer (@twintvofficial) aangekondigd dat Dennis en Benjamin Wolter de Webvideopreis Deutschland 2018 modereren. De aankondiging werd diezelfde dag officieel bevestigd door de organisatoren van de webvideo-award via Twitter.
In oktober 2019 kondigde u aan dat u met de show het uitzendslot voor Neomagazin Royale op ZDFneo zou overnemen. In de laatste aflevering waren Neomagazin Royale, Dennis en Benni Wolter ook in één speler te zien. Medio 2020 maakte ZDFneo echter bekend dat donderdagavond de show Late Night Alter zou worden uitgezonden.

## Formaten

### Hoofdformaten

#### YouTube-Wochenrückblick / Was war die Woche (uitgezonden op vrijdag)
De YouTube-satireshow World Wide Wohnzimmer (kortweg WWW), voorheen Der luluustigste YouTube-Wochenrückblick, Is het hoofdformaat van het kanaal en werd op dinsdag 7 april 2015 voor het eerst gepubliceerd.
Dit format is een wekelijkse review waarin bijzondere, vooral YouTube-gerelateerde incidenten van de afgelopen zeven dagen aan de orde komen en becommentarieerd worden. De show wordt gemodereerd door de zenderoprichters Benjamin en Dennis Wolter. Daarnaast zijn er vaak prominente gasten met korte introducties.
Sinds september 2020 is de wekelijkse recensie in een ander formaat in de lucht onder de titel Was war die Woche. Het formaat heeft overeenkomsten met de stand-up segmenten van veel late night shows.
Het ontwerp van de WWW-video's wordt gekenmerkt door snelle sneden, korte clips en een groot aantal video-effecten.

#### Erkennst du den Song(uitgezonden op dinsdag)
Het Erkennst du den Song-formaat is een quizshow waarin deelnemers een nummer en een artiest moeten raden. Er zijn elk drie deelnemers. De deelnemers bestaan uit een van de twee moderators, een bekende gast en een wildcardwinnaar die toeschouwer is. Gasten waren Vanessa Mai, Alligatoah en andere webvideoproducenten.
Daarnaast zijn er sinds 4 oktober 2018 ook ongeveer elke drie maanden liveshows, waarvoor ook prominente gasten als Eko Fresh of Larissa Rieß zijn uitgenodigd.
Op 25 april 2019 beschreef Dennis Wolter het format Erkennst du den Song als haar succesvolle format.
De WAZ schreef over het formaat: "[...] het raadspel 'Erkennst Du den Song?' of het 'Hater Interview' gegenereerd op basis van vragen uit de gemeenschap, [...] [zou] het ook goed doen als segmenten van een klassieke late night show."

#### Die TOP 5... (Uitzending op woensdag)
De TOP 5-video's zijn een rankingshow waarin in een video van 10-12 minuten een ranking van plaats 1 tot 5 over een specifiek YouTube-gerelateerd onderwerp wordt gepresenteerd.
De plaatsingen worden na de introductie becommentarieerd door Benjamin en Dennis Wolter en andere influencers zoals CrispyRob, Freshtorge, Simon Will, Herr Bergmann en Klengan.
De TOP 5-video "DIE 5 KRASSESTEN KATJA KRASAVICE MOMENTE! | #TOP5" werd het meest bekeken.
De ranking en de bijbehorende videoclips worden gemaakt door de kanaaleigenaren, waarbij de bezetting van de stoelen vaak geen objectieve criteria lijkt te volgen.

#### Hater-interview
In dit format worden de gasten van de WebShow geconfronteerd met een selectie van kritische of beledigende vragen en hun reacties worden versneden in een 3-7 minuten durende video.
De eerste aflevering, die op 20 november 2016 verscheen, toont de reactie van YouTuber Marvyn Macnificent op voornamelijk discriminerende en beledigende vragen aan of over zichzelf. Het formaat lijkt onregelmatig.
De amusementswaarde van de show ligt in de humoristische of gevatte antwoorden van de respectievelijke YouTuber.
Sinds het voor het eerst werd gepubliceerd, hebben verschillende persoonlijkheden zoals YouTubers Liont, Rezo, Herr Bergmann, Kelly MissesVlog, HandOfBlood, Die Lochis, MontanaBlack en Aaron Troschke (ook bekend als Hey Aaron!!!) het Hater-interview ondergaan.

### Speciale formaten

#### Artikel 13 – Jetzt wird geredet!
Op 18 maart 2019 houden de kanaalbeheerders een talkshow over het debat over artikel 13, de wijziging van het auteursrecht door het Europees Parlement. Invloedrijke voor- en tegenstanders deden mee. Voorstanders:
- Helga Trüpel (Europarlementariër van Bündnis 90/Die Grünen, vice-voorzitter van de Commissie cultuur en onderwijs van de Europese Unie)
- Helmut Zerlett (componist)
- Tobias Holzmüller (juridisch adviseur GEMA)

Tegenstander:
- Rezo (YouTuber, componist, informaticus)
- Herr Newstime (YouTuber, computerwetenschapper)
- Christian Solmecke (advocaat)
- Rewinside (YouTuber en DJ)[18]

De talkshow werd op de YT-kanalen uitgezonden door HerrNewstime (117.000 views), Rezo (328.000 views), Christian Solmecke (224.000 views) en World Wide Wohnzimmer (164.000 views). Zo werden in totaal 833.000 toeschouwers bereikt.

#### Das ESC Halbfinale 2020
World Wide Wohnzimmer – das ESC Halbfinale 2020 was een van de twee alternatieve Eurovisie Songfestival shows die door ARD werden georganiseerd vanwege de afgelasting van het Eurovisie Songfestival 2020 als gevolg van de coronacrisis. In het programma, dat op 9 mei 2020 live werd uitgezonden op tv-kanaal One en op YouTube-kanaal, werden de 41 nummers gepresenteerd in de vorm van muziekvideo's en beschikbaar gesteld voor tele- en online stemmen, hoewel het niet mogelijk was om stem op Duitsland. Samen met de honderdkoppige Eurovisiejury uit Duitsland werd de top 10 opgesteld. Deze zullen het vervolgens tegen elkaar opnemen op het Eurovision Song Contest 2020 – das deutsche Finale live aus der Elbphilharmonie op 16 mei 2020 op Das Erste.

## Muziek
In juni 2019 verscheen het eerste nummer van de Wolter-tweeling, Rudi das Rüsselschwein, onder de naam Dicht und Doof op de zender. Een coverversie met Nico Santos volgde in 2020 en is alleen beschikbaar op YouTube. Het tweede nummer, An die Wand, volgde in maart 2021. Beide nummers kunnen worden toegewezen aan de feesthit.

## Kritiek
De World Wide Wohnzimmer werd bekritiseerd door de krant Die Welt. Het kanaal biedt "meer smakeloosheid dan informatie-inhoud", video's met "seksistische opmerkingen" moesten bijvoorbeeld worden verwijderd.
De Duitse publieke omroep, multi-channel netwerk Funk, liet in april 2017 video's verwijderen met de categorie Das wird man doch noch sagen dürfen. Volgens Funk gingen de videoproducenten niet kritisch genoeg om met seksistische opmerkingen.
In oktober 2018 bekritiseerde Matthias Schwarzer het format Hater-Interview in de Neue Westfälische: "Inderdaad, de vraag rijst wat minutenlange bodyshaming en beledigingen [...] eigenlijk doen in de publieke omroep." Volgens laatstgenoemde kritieken Dennis en Benjamin kondigde een herschikking van het formaat aan.

## Prijzen en nominaties
- 2016: Webvideopreis Deutschland genomineerd in de categorie Comedy[30]
- 2017: Webvideopreis Deutschland 2019 genomineerd in de categorie Comedy[31]
- 2020: Winnaar van de Deutscher Comedypreis in de categorie Beste Comedy-Show[32]